# Tony Carter
Tony Lee Carter Jr. (Jacksonville, 24 maggio 1986) è un giocatore di football americano statunitense che gioca nel ruolo di cornerback per i Denver Broncos della National Football League (NFL). Al college ha giocato a football alla Florida State University.

## Carriera professionistica

### Denver Broncos
Dopo non essere stato scelto nel Draft NFL 2009, Carter firmò coi Denver Broncos, debuttando come professionista nella settimana 15 contro gli Oakland Raiders. La settimana successiva partì per la prima volta come titolare contro i Philadelphia Eagles. Fu svincolato dopo la pre-stagione 2010.

### New England Patriots
I New England Patriots firmarono Carter per fare parte della loro squadra di allenamento il 7 settembre 2010. Con essi scese in campo per la prima volta nella settimana 15 contro i Green Bay Packers. Fu svincolato il 28 luglio 2011.

### Minnesota Vikings
L'11 agosto 2011, Carter firmò coi Minnesota Vikings, senza tuttavia mai scendere in campo con essi.

### Ritorno ai Broncos
Carter firmò per tornare coi Denver Broncos nella stagione 2012. Il 15 ottobre 2012, contro i San Diego Chargers nel Monday Night Football, recuperò un fumble e corse per 65 yard segnando il primo touchdown in carriera. Nella stessa partita, nell'ultimo periodo mise a segno un intercetto su Philip Rivers. Un altro intercetto lo mise a segno il 10 novembre 2012 contro i Carolina Panthers ritornandolo in touchdown.
Il primo intercetto della stagione 2013, Carter lo mise a segno su Eli Manning dei New York Giants. Quell'anno raggiunse il Super Bowl XLVIII, perso contro i Seattle Seahawks.

## Palmarès

### Franchigia
- American Football Conference Championship: 1

Denver Broncos: 2013

## Statistiche
| Partite totali      | 34  |
| Partite da titolare | 3   |
| Tackle              | 44  |
| Sack                | 0,0 |
| Intercetti          | 3   |
| Touchdown           | 1   |
| Fumble forzati      | 0   |

Statistiche aggiornate alla stagione 2013